# Медаль «За трудовую доблесть» (ГУСП)
Меда́ль «За трудову́ю до́блесть» — ведомственная медаль Главного управления специальных программ президента Российской Федерации, учреждённая приказом начальника ГУСП Президента РФ № 26СП от 28 декабря 2001 года.

## Правила награждения
Согласно Положению медалью «За трудовую доблесть» награждаются лица гражданского персонала Службы специальных объектов при Президенте Российской Федерации за продолжительную и безупречную работу, высокое профессиональное мастерство и имеющие стаж работы в Службе не менее 10 лет.
Повторное награждение медалью не производится. Награждённый может быть лишен медали за совершение проступка, порочащего честь сотрудника Службы.

## Правила ношения
Медаль носится на левой стороне груди и при наличии государственных наград располагается после них.

## Описание медали
Медаль имеет форму круга диаметром 32 мм с выпуклым бортиком с обеих сторон. На лицевой стороне медали в центре — рельефное изображение эмблемы Службы специальных объектов при Президенте Российской Федерации. На оборотной стороне медали в центре — рельефная надпись в две строки: «ЗА ТРУДОВУЮ ДОБЛЕСТЬ»; по кругу в верхней части — рельефная надпись: «СЛУЖБА СПЕЦИАЛЬНЫХ ОБЪЕКТОВ»; в нижней части — рельефная надпись: «ПРИ ПРЕЗИДЕНТЕ РОССИИ».
Медаль при помощи ушка и кольца соединяется с четырёхугольной колодкой.